# Ugo Guarienti
Ugo Guarienti conte (Verona, 14 febbraio 1874 – San Giorgio in Salici, 10 gennaio 1972) è stato un imprenditore, politico e antifascista italiano.

## Biografia
Discendente da un'antica famiglia nobilitata nel 1409, successivamente divisa in vari rami cadetti poi estinti, è proprietario e amministratore di un cospicuo patrimonio terriero e fin da giovane si interessa alla vita politica. Cattolico di profonda fede nel 1907 è nominato presidente del locale circolo dell'Azione cattolica e presidente della direzione diocesana della stessa. Sposa la contessa Luisa de' Besi, ma il matrimonio non è allietato da figli. In epoca imprecisata viene eletto consigliere comunale e deputato provinciale. Nel 1919 è eletto per la prima volta deputato, rieletto nel 1921 e nel 1924. Dopo l'omicidio di Giacomo Matteotti aderisce alla Secessione dell'Aventino. Nel gennaio del 1926, rientrando in aula, è aggredito da alcuni deputati fascisti: un pugno di Achille Starace gli procura la frattura della mandibola. Viene dichiarato decaduto dal mandato parlamentare il 9 novembre 1926.
Eletto al Senato nella I legislatura della Repubblica Italiana come indipendente nelle file della Democrazia Cristiana. È vicepresidente e poi presidente della Società Cattolica di Assicurazione dal 1950 al 1960.